# Їжатець
Їжате́ць, дикобра́з (Hystrix) — рід гризунів з родини їжатцевих (Hystricidae). Рід містить вісім сучасних видів (найбільше у цій родині), поширених в Африці, на Близькому Сході, в Індії, Південно-Східній Азії та островах Індонезійського архіпелагу. Представники роду проживають у саванах, рідколіссях, кам'янистих районах, лісах і плантаціях, але не в дощових лісах. Рід характеризується великими розмірами (довжина голови й тіла — до 80 см, вага — до 20 кг); грубими чорними щетинками на голові, кінцівках і череві; довгими голками з почерговими чорними й білими смугами на задній і бічній поверхні; коротким хвостом; великою головою. В Україні представники роду відомі за викопними рештками і за сучасними живими колекціями зоопарків.

## Систематика
Рід їжатець (Hystrix) — типовий рід родини їжатцеві (Hystricidae), містить 8 видів, які групують у три підроди.
- Підрід Hystrix
  - їжатець африканський (Hystrix africaeaustralis) {викопні рештки знайдено від пліоцену до четвертинного періоду пд., сх. і пн. Африки}
  - їжатець чубатий (Hystrix cristata) {викопні рештки знайдено від пліоцену до четвертинного періоду Африки та Європи}
  - їжатець індійський (Hystrix indica)
- Підрід Acanthion
  - їжатець малайський (Hystrix brachyura)
  - їжатець зондський (Hystrix javanica)
- Підрід Thecurus
  - Hystrix crassispinis (їжатець товстоголковий)
  - Hystrix pumila (їжатець філіппінський)
  - Hystrix sumatrae (їжатець суматранський)
- викопні види:
  - †Hystrix arayanensis — пізній міоцен Афганістану
  - †Hystrix brevirostra — пізній міоцен Китаю
  - †Hystrix caucasica — ранній пліоцен Північного Кавказу
  - †Hystrix depereti — міоцен Італії й пліоцен Франції
  - †Hystrix gansuensis — ранній плейстоцен Китаю
  - †Hystrix kayae — пізній міоцен Туреччини
  - †Hystrix leakeyi — середній пліоцен Африки
  - †Hystrix lufengensis — пізній міоцен — ранній пліоцен Китаю
  - †Hystrix magna — пліоцен Китаю
  - †Hystrix makapanensis — пліоцен — ранній плейстоцен Африки
  - †Hystrix parvae (syn. Hystrix suevica) — міоцен Угорщини, Австрії, Німеччини, Іспанії,
  - †Hystrix paukensis — пізній міоцен-пліоцен М'янми
  - †Hystrix primigenia — пізній міоцен-пліоцен країн: Іспанія, Франція, Грузія, Польща, Іспанія, Болгарія, Греція, Росія, Туреччина
  - †Hystrix refossa — пліо-плейстоцен Євразії
  - †Hystrix subcristata — пліоцен Китаю
  - †Hystrix trofimovi — пізній пліоцен Таджикистану
  - †Hystrix vinogradovi — пізній пліоцен — пізній плейстоцен від Центральної Європи до берегів Каспійського моря і до Центральної Азії
  - †Hystrix zhengi — пліоцен-плейстоцен Китаю

## Відомі представники та поширення

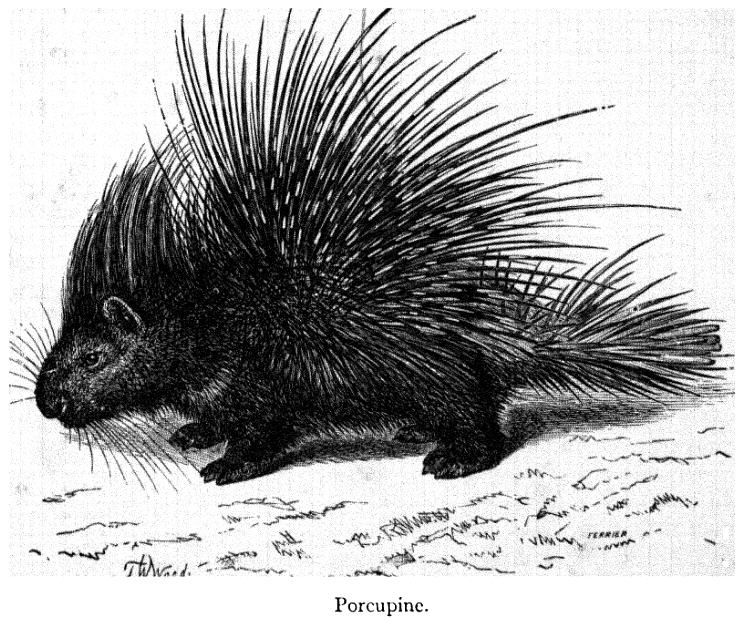
Їжатець індійський

Найвідоміші представники роду — їжатець індійський (Hystrix indica), що мешкає в Індії, Середній Азії, Закавказзі та Передкавказзі, та їжатець чубатий (Hystrix cristata), що мешкає у Південній Європі (найімовірніше давній інтродуцент) та на півночі Африки.
Останніми роками через глобальне потепління ареали їжатців просуваються на північ. Зокрема, їжатець індійський (Hystrix indica) протягом 2000—2010 років сформував життєздатні популяції в Дагестані, на північ від Кавказького вододілу [Архівовано 15 вересня 2016 у Wayback Machine.].

## Викопні види

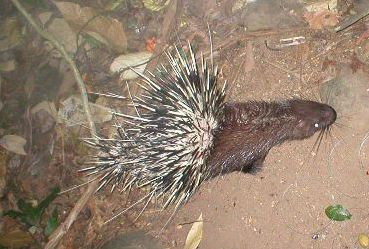
Їжатець малайський (Hystrix brachyura)— вид, який ідентифікували у складі викопних з території України

Більшість викопних видів відомі лише за невеликими колекціями зубів. Зокрема, в Україні було знайдено кілька окремих зубів з раннього плейстоцену на Тарханкутському півострові, нижньощелепну кістку з пізнього плейстоцену, біля селища Іллінка, неподалік від Одеси. Обидві знахідки було віднесено до виду Hystrix vinogradovi. За останніми дослідженнями цей вид вважається синонімом Hystrix brachyura (себто вид підроду Acanthion, поширений тепер у південно-східній Азії).

## Морфологія

### Загальний вигляд
Довжина дорослих тварин сягає 80 см. Маса до 15 кг.
Передні кінцівки чотирипалі, задні — п'ятипалі. Задні кінцівки з найдовшим внутрішнім пальцем серед усіх представників вищого таксона. Третій і четвертий пальці приблизно однакові, і довші за інші. Покрив із голок найрозвинутіший серед усіх представників родини. Голки найбільше диференційовані, а волосяний покрив найбільше редукований. На загривку добре розвинена «грива» з довгих та пружних вигнутих голок, що частково прикриває довгі, гострі голки верхньої поверхні тіла. Обидва типи голок мають кілька почергових білих і чорних поясків. Пустотілі голки-брязкальця хвоста відносно численніші і добре розвинуті, як і короткі й гострі білі голки навколо них.

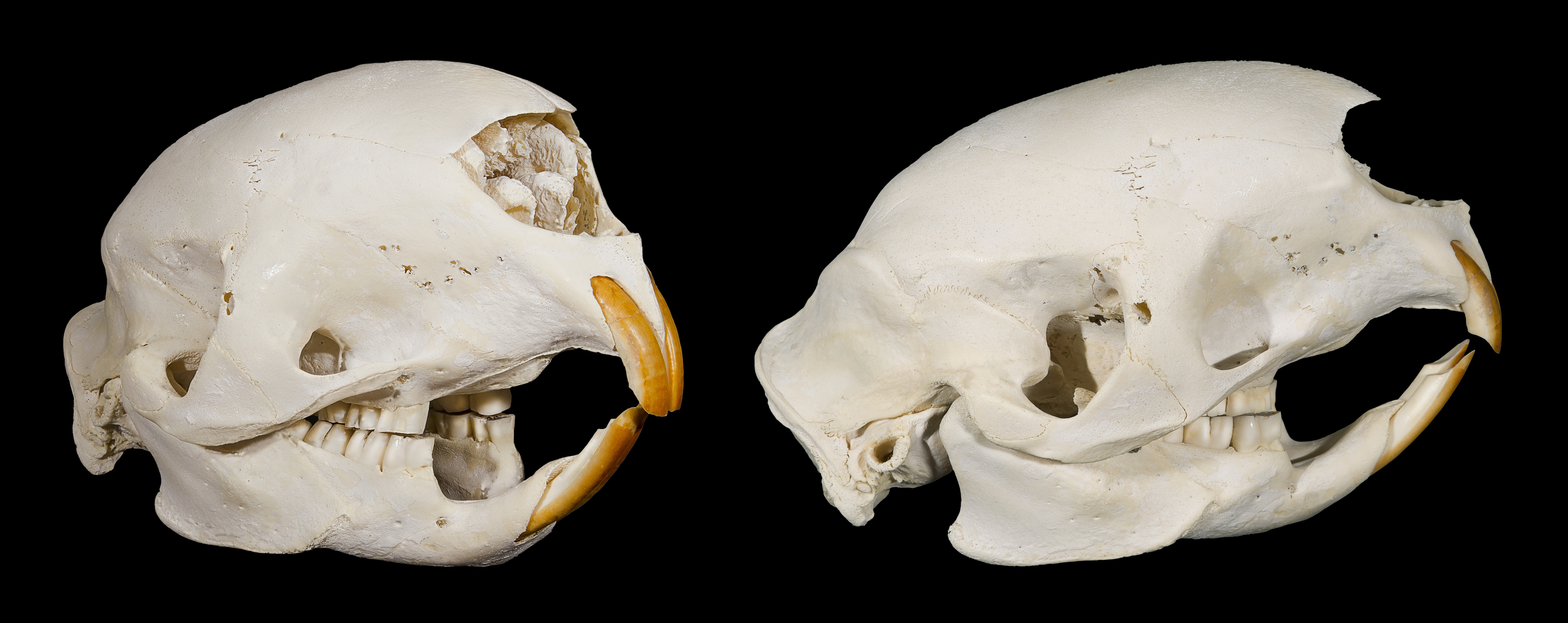
Череп виду Hystrix cristata

Череп із видовженим лицьовим і укороченим потиличним відділом — відстань від середини лобно-тім'яного шва до середини потиличного гребеня менша третини основної довжини черепа. Верхня поверхня черепа помітно надута, лінія профілю опукла. Лобні кістки коротші за носові. Задній край носових кісток доходить до рівня передньо-горішніх кутів очних ямок, а найбільша ширина кожної кістки значно перевищує половину ширини лобової кістки. Ширина слухових барабанів не буває меншою за їхню довжину, і є зазвичай рівною або трохи більшою. Довжина нижньої діастеми не менша за зовнішню альвеолярну довжину P4-M2.

### Голки

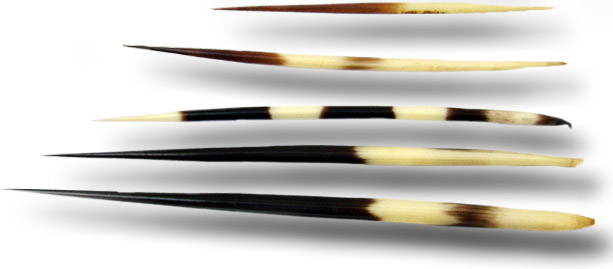
Різні типи голок їжатців

Їжатці відомі своїми найдовшими голками серед ссавців. Голки є видозміною довгого остьового волосся. Декотрі з голок досягають 40 см довжини і 7 мм діаметром.
Деякі легенди розповідають, що їжатець, тікаючи від ворога, може «стріляти» своїми голками, проте цей факт є вигадкою. Функція голок — захисна. Це пояснюється тим, що голки тримаються неміцно. При нападі їжатець трясе хвостом, унаслідок чого вилітають голки[джерело?].

## Значення
Їжатців нерідко утримують у живих колекціях. Зокрема, в Україні їх утримують і розводять у Київському, Харківському та Рівненському зоопарках. Ці тварини є доволі рухливими і приваблюють відвідувачів звіринців своїм дивним зовнішнім виглядом (звідси інша, запозичена з російської мови, назва «дикобраз», тобто «диковинного вигляду звір»). Однією з перших згадок їжатця при описах звіринців можна знайти у відомому путівникові «Київ», виданого 1930 року за редакцією Федора Ернста.
Як і всі гризуни, їжатці погано привчаються і навчаються, тому їх не часто беруть як артистів до цирку.
У давні часи (переважно 19 ст.) серед рибалок було надзвичайно поширене використання голок їжатців як поплавців для вудок. Такі поплавці були міцними і практично не намокали. Називали їх «їжатцеве перо» (Сабанєєв та ін.).
Представники їжатців є шкідниками городів, посівів зернових та садових культур. М'ясо їстівне.

## Назва

### Етимологія
Наукова назва лат. hystrix походить від дав.-гр. ὕστριξ ‎— грецької назви цієї тварини.
Українська вернакулярна назва тварини — їжатець (або їжáтка) — пов'язана з найпомітнішою її особливістю — наявністю довгих голок (однокорінне з «їжак», «їжачитися» тощо).
За О. Карабутою (2003), суфікс «-ець» є одним з найпоширеніших при формуванні зооназв, додавання якого до іменникових основ дозволяє посилити називну особливість (окрім «їжатець», наводяться такі приклади: песець, телець; воронець, лінивець, сивець, сліпець).
Поширена в Україні інша назва — «дикобраз» — є запозиченням з російської та походить від слів дикий, диковина та образ (тварина диковинної подоби).
Широковідома англійська назва «поркупін» (porcupine) походить від середньоанглійського та англо-фр. «porc» = свиня, свинина (так само лат. «porcus» = свиня, опорос) та «pine» — так само із середньоанглійського та староанглійського «pīn» = шпилька, з лат. «pinus» = сосна. Себто, разом це можна перекласти як «порося голчасте», або «свиня наїжачена» тощо.

### «Великий їжак»
У деяких країнах їжатців вважають їжаками. Зокрема, поширені в Туркменістані їжатці місцевим населенням називаються «їжаками великими» (прямий переклад з туркменської). У книжці «Краса сонячного краю» акад. Анна-Мухамед Кличев (1979) у розділі «їжаки» (с. 108—109) пише про те, що в Туркменістані живуть два види їжаків — їжак малий, або звичайний, та їжак великий, або їжатець (рос. дикобраз).

### Назва «їжатець» в українськомовній літературі
Ця тварина нечасто згадується в літературі, виданій в Україні, позаяк їжатець є дуже рідкісним видом у нашій фауні. Існує низка прикладів використання, як назви цієї тварини, в україномовній літературі саме слова «їжатець»:

#### У науковій літературі
- Михайло Полянський Зоологія, 1874: «Ѣжатець чубатый (Hystrix cristata…)».
- Малоруско-німецкий словар (ред. Євгений Желеховский), 1886 рік.: «їжатець — stahelschwein»
- Російсько-український словничок термінів природознавства і географії (упорядник К. В. Дубняк), м. Кобеляк Полтавська обл. 1917 р.: «дикобраз — їжатка»
- Дубровський В. Г. Словник московсько-український. — Київ: Рідна мова, 1918. — 542 с.
- Іваницький С., Шумлянський Ф. Російсько-український словник. — Вінниця : Видання відділу народньої освіти Подільської Губерніяльної Народньої Управи, 1918. — С. 90.
- Російсько-український словник (гол. ред. А. Е. Кримський та С. О. Єфремов), 1924–33рр., перевидано 2007 рік.: «дикобраз, зоол. — їжате́ць (р. -тця́), ж. р. їжа́тка.»
- Шарлемань М., Татарко К. Назви хребетних тварин // Словник зоологічної номенклатури. Частина 2 (Київ: Держ. вид-во України, 1927): «208. Hystricidae — Їжатцюваті. р[ос]. — Дикобразы. н[ім]. — Erdstachelschwein. … 210. Hystrix cristata L. — Їжатець чубатий. Їжатець чубатий (Пол[янський].), Їжатка (Грінч[енко].). р[ос]. — Дикобраз. нім. — Stachelschwein.»
- Полонський Х. (Українська Академія Наук) — Матеріяли до української термінології та номенклатури, том XI, Словник природничої термінології (проєкт), Державне видавництво України, 1928, ст. 30: «Дикобраз, Hystrix L. — їжате́ць».
- Григорій Голоскевич — Правописний словник (за нормами УКРАЇНСЬКОГО ПРАВОПИСУ Всеукраїнської Академії Наук), Харків, 1929, с.221: їжате́ць, -тця́, -тце́ві; -тці’, -тці'в
- Ізюмов О. — Російсько-український словник (видання четверте доповнене й виправлене за новим правописом), Державне видавництво України, Харків, Київ, 1930: «дикобраз, зоол. — їжате́ць, -тця; -зовый — їжате́цький, -а, -е».
- Українська загальна енциклопедія під головною редакцією Івана Раковського. — Станіслав: «Союзна друкарня». — Том II, 1930—1933. «Їжатець, їжатка (Hystrix), гризун до 7 дм дов., зверху вкритий довгими роговими колючками»
- Паночіні С. Словник біологічної термінології. — Харків : Радянська школа, 1931. — С. 20.
- Київ, довідник (ред. Федор Ернст, 800 ст.), Київ, 1930, розділ «Київський Зоологічний Сад», 675 ст.: «Ліворуч містяться тварини та хижі птахи, що їх нечасто можна спостерігати в природі, через вночішній спосіб їхнього життя — це вовки, їжатці (дикобрази), сови, пугачі, а трохи далі — величезні представники хижих птахів — грифи, орлани-білохвости, орли (беркути, могильники)…»
- Етимологічний словник української мови, том 2, Київ, Наукова думка, 1985 р.: "[їжатець] (зоол.) "дикобраз, Hystrix"Ж, [їжатка] — похідні утворення від [їж] «їжак»; назви зумовлені зовнішньою подібністю тварин."
- УРЕС том 1, 1987 (ред. Ф. С. Бабичев, А. В. Кудрицький): «ДИКОБРАЗ, їжатець (Hystrix) — рід гризунів. Тіло (довж. до 90 см) зверху вкрите голками (довж. до 40 см).»
- Павло Штепа. Словник чужомовних слів і термінів (Монреаль, 1977 р.): «дикобраз (тварина) — їжатець»[15]
- Російсько-український словник (Українська академія наук): «Як перекласти ДИКОБРАЗ? — ЇЖАТЕЦЬ»[13]
- Морфемна будова зооназв[16]: «У словотворчій структурі аналізованих назв поширений також суфікс -ець. Шляхом додавання цього суфікса до іменникових основ утворилися зооназви, твірна основа яких указує на особливість тварини: їжатець, песець, телець; воронець, лінивець, сивець, сліпець.».
- Огляд «Таксономія і номенклатура немишовидних гризунів…» (Збірник праць Зоологічного музею ННПМ НАН України. Київ, 2009, № 40 / За ред. Ю. Некрутенка) «… розрізняють такі три основні групи гризунів: сциуроморфи („вивірковидні“, Sciuromorpha) міоморфи („мишовидні“, Myomorpha) та гістрікоморфи („їжатцевидні“, Hystricomorpha).»[17]
- Загороднюк, І.; Харчук, С. Називничі засади опису таксономічного різноманіття ссавців Європи // Наук. вісн. НУБіП України. Сер. Лісівництво та декоративне садівництво. — 2011. — Вип. 164, частина 3. — С. 124–135.
- Царик, Й. В.; Хамар, І. С.; Дикий, І. В.; Горбань, І. М.; Лєснік, В. В.; Сребродольська Є. Б. Зоологія хордових : підручник. — Львів : ЛНУ ім. Івана Франка, 2013. — С. 306. — ISBN 978-966-613-752-7 (серія).
- Решетило, О. Зоогеографія : навч. посіб. — Львів : ЛНУ імені Івана Франка, 2013. — С. 103, 107, 112. — ISBN 978-966-613-977-4.

#### У художній літературі
- Фенімор Купер «Звіробій»[18]: «Жоден червоний воїн не верещатиме, мов недорізаний кабан. Той стогін виривається з горлянки блідолицього, з грудей інгіза, і звуки ці приємні, мов дівоча пісня. Пес! Смердючий тхір! Бабак! Видра! Їжатець!»… «Придивившись до мокасина, Уа-та-Уа впевнено сказала, що він гуронський, бо на передку по-особливому розташовані голки їжатця.»
- Андієвська Емма / Вірши / Віґілії LXXVI: «Ні соломини, на яку — зіпертись. І на долоні, як молюск — життя. Ні звуку — лиш світанку їжатець.»[19]
- Андієвська Емма / Роман про людське призначення (роман): «… їм прочинив їжатець, що їв сиру картоплину з тим самим сумнозосередженим виразом, як той інший їжатець, котрий так сподобався Федорові, ще перед війною в Київському зоопарку, куди Федора водила мати до арешту батька…»[20]
- Словник мудрої голови. А. Вовк. Відповіді та зауваги до словогри. Ч. 8 (про тварин) Юнак, 1982, № 12 с. 17): «Тут зате живе подібна тварина з багато довшими шпильками, що зветься porcupine. її українська назва є ЇЖАТЕЦЬ, але не „дикобраз“, що є російське слово».[21]
- Франсуа Рабле Ґарґантюа і Пантаґрюель (роман, переклад зі старофранцузької) [Архівовано 25 лютого 2018 у Wayback Machine.]